# Baleine à bec de True
Mesoplodon mirus
Espèce
Statut de conservation UICN

 DD  : Données insuffisantes
Statut CITES
La baleine à bec de True (Mesoplodon mirus) est une espèce de cétacés de la famille des Ziphiidae. Son nom est un hommage au mammalogiste américain Frederick William True (1858-1914), spécialiste des cétacés et descripteur de l'espèce en 1913. L'épithète spécifique mirus signifie en latin étonnant, merveilleux.

## Description et comportement

Comparaison de taille entre une Baleine à bec de True et un humain.

La baleine à bec de True, comme les autres baleines à bec, n'est pas à proprement parler une baleine mais un cétacé à dents.
Elle atteint  environ 5,3 m pour un poids de 1 400 kg pour les femelles et de 1 010 kg pour les mâles. Les petits mesurent environ 2,2 m à la naissance.
Elle est très discrète, et rarement observée : hormis par les quelques carcasses échouées sur les plages, on connait très peu de choses sur cette espèce.
Elle ressemble à un dauphin. Elle a été vue vivant en petits groupes, et on suppose qu'elle se nourrit principalement de calmars.

## Distribution

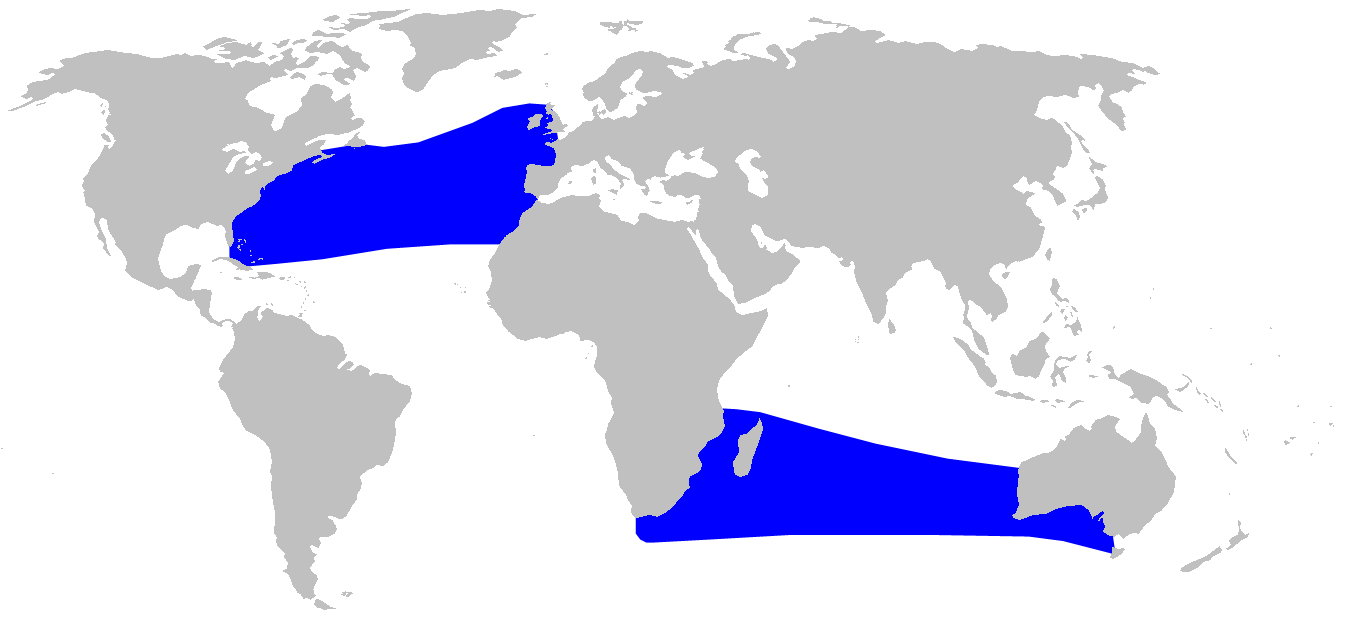
Distribution de la Baleine à bec

Elle vit dans les eaux du nord de l'Atlantique ainsi que du sud de l'Afrique jusqu'en Australie.